# Nati nel 1993/Aprile
| Questa pagina contiene informazioni ricavate automaticamente dalle voci biografiche con l'ausilio del template Bio e di un bot. L'aggiornamento è periodico e automatico e ricostruisce completamente la pagina. Se manca una persona in questa lista, sei pregato di non aggiungerla, ma accertati piuttosto che la sua voce biografica contenga il template Bio e che i dati anagrafici siano correttamente compilati. Se il template Bio manca, inseriscilo tu stesso o, in alternativa, metti l'avviso {{tmp\|Bio}} che ne segnala la mancanza. Se i dati riportati sono sbagliati, correggi direttamente la voce biografica; le modifiche saranno visibili in questa lista entro pochi giorni. Per chiarimenti vedi il progetto biografie. La lista contiene solo le 486 persone che sono citate nell'enciclopedia e per le quali è stato implementato correttamente il template Bio. Pagina aggiornata al 18 ago 2025. |

- 1º aprile - Mohamed Bettamer, calciatore libico
- 1º aprile - Andy Brennan, calciatore australiano
- 1º aprile - Cameron Cuffe, attore britannico
- 1º aprile - Sérgio Fernández, ostacolista spagnolo
- 1º aprile - Davide Gabburo, ex ciclista su strada italiano
- 1º aprile - Gian dos Santos Martins, calciatore brasiliano
- 1º aprile - Meredith Hardy, pallavolista statunitense
- 1º aprile - Joice dos Santos Coelho, ex cestista brasiliana
- 1º aprile - Vitalij Kvašuk, calciatore ucraino
- 1º aprile - Julius Kühn, pallamanista tedesco
- 1º aprile - Sepana Letsoalo, calciatore sudafricano
- 1º aprile - Jurgen Mattheij, calciatore olandese
- 1º aprile - Sergiu Negruț, calciatore rumeno
- 1º aprile - Noh Young-hak, attore sudcoreano
- 1º aprile - Mitch Norton, cestista australiano
- 1º aprile - Eric Nzeocha, ex giocatore di football americano tedesco
- 1º aprile - Teodoro Paredes, calciatore paraguaiano
- 1º aprile - Giulia Salemi, conduttrice televisiva e modella italiana
- 1º aprile - Nico Schulz, calciatore tedesco
- 1º aprile - Hannes Van der Bruggen, calciatore belga
- 1º aprile - Jänibek Älimxanulı, pugile kazako
- 2 aprile - Luis René Barboza, calciatore boliviano
- 2 aprile - Emir Can İğrek, cantante turco
- 2 aprile - Elizaveta Golovanova, modella russa
- 2 aprile - Boglárka Kapás, nuotatrice ungherese
- 2 aprile - Ander Okamika, ciclista su strada e ex triatleta spagnolo
- 2 aprile - Christopher Ortiz, cestista statunitense
- 2 aprile - Mateusz Radecki, calciatore polacco
- 2 aprile - Martin Ramsland, calciatore norvegese
- 2 aprile - Lesly de Sa, ex calciatore olandese
- 2 aprile - Asami Setō, doppiatrice giapponese
- 2 aprile - Dejvid Sinani, calciatore lussemburghese
- 2 aprile - Tarik Tissoudali, calciatore marocchino
- 2 aprile - Hobie Verhulst, calciatore olandese
- 2 aprile - Keshorn Walcott, giavellottista trinidadiano
- 2 aprile - Bruno Zuculini, calciatore argentino
- 3 aprile - Ayşe Akın, attrice, cantante e modella turca
- 3 aprile - Louis Fenton, calciatore neozelandese
- 3 aprile - Cristian Gavra, calciatore rumeno
- 3 aprile - Pape Moussa Konaté, calciatore senegalese
- 3 aprile - Hannah Lochner, attrice canadese
- 3 aprile - Veronika Marčenko, arciera ucraina
- 3 aprile - Diego Monaldi, cestista italiano
- 3 aprile - João Pedro, calciatore portoghese
- 3 aprile - Paweł Tarnowski, velista polacco
- 3 aprile - Jarvis Threatt, ex cestista statunitense
- 3 aprile - Kōnstantinos Triantafyllopoulos, calciatore greco
- 3 aprile - Gabe Wright, giocatore di football americano statunitense
- 4 aprile - Ben Altit, cestista israeliano
- 4 aprile - Daniel Berntsen, calciatore norvegese
- 4 aprile - Daniela Bobadilla, attrice canadese
- 4 aprile - Samir Carruthers, calciatore irlandese
- 4 aprile - Jorge Correa, calciatore argentino
- 4 aprile - Enrico Diamantini, pallavolista italiano
- 4 aprile - Sven Jajčinović, calciatore croato
- 4 aprile - Frank Kaminsky, cestista statunitense
- 4 aprile - Mia Mašić, cestista croata
- 4 aprile - Daniel Meier, ex sciatore alpino austriaco
- 4 aprile - Lorenzo Savadori, pilota motociclistico italiano
- 4 aprile - Pavel Solomatin, calciatore russo
- 4 aprile - David Soria, calciatore spagnolo
- 4 aprile - Pablo Trigueros, calciatore spagnolo
- 4 aprile - Francesco Veccia, ex cestista italiano
- 4 aprile - Fōtīs Zoumpos, cestista greco
- 4 aprile - Oskars Ķibermanis, bobbista e ex multiplista lettone
- 5 aprile - Tammaro Cassandro, tiratore a volo italiano
- 5 aprile - Farad Cobb, ex cestista statunitense
- 5 aprile - Maya DiRado, nuotatrice statunitense
- 5 aprile - Laura Feiersinger, calciatrice austriaca
- 5 aprile - Dīmītrios Ferfelīs, calciatore tedesco
- 5 aprile - Marcel Franke, calciatore tedesco
- 5 aprile - Strahinja Gavrilović, cestista serbo
- 5 aprile - Bjorn Kristensen, calciatore maltese
- 5 aprile - Andreas Mpouchalakīs, calciatore greco
- 5 aprile - Mohamad Mulayes, pugile siriano
- 5 aprile - Rizvan Umarov, calciatore russo
- 5 aprile - Sarah Wickstrom, pallavolista statunitense
- 5 aprile - Scottie Wilbekin, cestista statunitense
- 5 aprile - Liuba Zaldívar, triplista cubana
- 5 aprile - Gastón Álvarez Suárez, calciatore argentino
- 5 aprile - Oleksandr Čornomorec', calciatore ucraino
- 6 aprile - Ibrahim Amadou, calciatore francese
- 6 aprile - Levan Arveladze, calciatore georgiano
- 6 aprile - Silvia Di Pietro, nuotatrice italiana
- 6 aprile - Spencer Dinwiddie, cestista statunitense
- 6 aprile - Abraham Frimpong, ex calciatore ghanese
- 6 aprile - Luca Fulcheris, pallanuotista italiano
- 6 aprile - Vincent Gaillard, ex cestista svizzero
- 6 aprile - Neville Hewitt, giocatore di football americano statunitense
- 6 aprile - Hanna Klein, mezzofondista tedesca
- 6 aprile - James Knowles, calciatore nordirlandese
- 6 aprile - Tomas Lekūnas, cestista lituano
- 6 aprile - Eric McClellan, cestista statunitense
- 6 aprile - Luis Montero Carrasco, cestista dominicano
- 6 aprile - Luan Polli, calciatore brasiliano
- 6 aprile - SCH, rapper francese
- 6 aprile - Aiyana Whitney, pallavolista statunitense
- 7 aprile - Geōrgios Athanasiadīs, calciatore greco
- 7 aprile - Adriano Castanheira, calciatore portoghese
- 7 aprile - Roberto Colazingari, canoista italiano
- 7 aprile - Kristin Demann, calciatrice tedesca
- 7 aprile - Dani Díez, cestista spagnolo
- 7 aprile - Kiwi Gardner, cestista statunitense
- 7 aprile - Vincenzo Grifo, calciatore tedesco
- 7 aprile - Ahmed Fadhel, calciatore qatariota
- 7 aprile - Kosta Manev, calciatore macedone
- 7 aprile - Ilídio José Panzo, calciatore angolano
- 7 aprile - Katja Požun, ex saltatrice con gli sci slovena
- 7 aprile - Cristine Prosperi, attrice canadese
- 7 aprile - Faycal Rherras, calciatore belga
- 7 aprile - Eduardo Rodríguez, giocatore di baseball venezuelano
- 7 aprile - Élder Santana, calciatore brasiliano
- 8 aprile - Jérémie Bela, calciatore francese
- 8 aprile - Damien Birkinhead, pesista australiano
- 8 aprile - DeJvion Edwards-Steward, giocatore di football americano statunitense
- 8 aprile - Arbnor Fejzullahu, ex calciatore albanese
- 8 aprile - Karina Goricheva, sollevatrice kazaka
- 8 aprile - Jon Kempin, ex calciatore statunitense
- 8 aprile - Jakub Kornfeil, pilota motociclistico ceco
- 8 aprile - Adam Kotzmann, sciatore alpino ceco
- 8 aprile - Rory McKeown, calciatore nordirlandese
- 8 aprile - Nenad Miljenović, ex cestista serbo
- 8 aprile - Danilo Nikolić, cestista montenegrino
- 8 aprile - Jessica Noutel Gonçalves, nuotatrice artistica brasiliana
- 8 aprile - Filip Put, cestista polacco
- 8 aprile - Vincenzo Renzuto Iodice, pallanuotista italiano
- 8 aprile - Trent Sullivan, attore australiano
- 8 aprile - Sun Mengxin, ex cestista cinese
- 8 aprile - Robert Turner, cestista statunitense
- 8 aprile - Mikel Vesga, calciatore spagnolo
- 8 aprile - Zhou Hang, sciatore freestyle cinese
- 9 aprile - Eptic, disc jockey e produttore discografico belga
- 9 aprile - Richárd Bohus, nuotatore ungherese
- 9 aprile - Jhayco, produttore discografico e cantante portoricano
- 9 aprile - Fabricio Fernández, calciatore uruguaiano
- 9 aprile - Sofia Mabergs, giocatrice di curling svedese
- 9 aprile - Marcos Calero Pérez, ex calciatore spagnolo
- 9 aprile - Məmmədəli Mehdiyev, judoka azero
- 9 aprile - Will Merrick, attore britannico
- 9 aprile - Ekaterina Pantjuchina, calciatrice russa
- 9 aprile - Sebastián Prieto, calciatore argentino
- 9 aprile - Lennert Teugels, ciclista su strada belga
- 9 aprile - Matteo Zanusso, ex rugbista a 15 italiano
- 10 aprile - DeAndre Carter, giocatore di football americano statunitense
- 10 aprile - Sofia Carson, attrice, cantante e ballerina statunitense
- 10 aprile - Rune Dahmke, pallamanista tedesco
- 10 aprile - Eric Ebron, giocatore di football americano statunitense
- 10 aprile - Elo Edeferioka, ex cestista nigeriana
- 10 aprile - Saddam Hussain, calciatore pakistano
- 10 aprile - Naoya Inoue, pugile giapponese
- 10 aprile - Elmo Lakka, ostacolista finlandese
- 10 aprile - Sam Larsson, calciatore svedese
- 10 aprile - Shkodran Maholli, calciatore svedese
- 10 aprile - Denise Mazzola, calciatrice italiana
- 10 aprile - Maxime Mbanda, rugbista a 15 italiano
- 10 aprile - Erika Ponzio, calciatrice italiana
- 10 aprile - Barbara Pravi, cantautrice francese
- 10 aprile - Péricles Santos Pereira, calciatore capoverdiano
- 10 aprile - Juan Toscano, cestista statunitense
- 10 aprile - Özkan Yıldırım, calciatore tedesco
- 11 aprile - Ayşən Əbdüləzimova, pallavolista azera
- 11 aprile - Florin Andone, calciatore rumeno
- 11 aprile - Tom Aspinall, artista marziale misto e pugile britannico
- 11 aprile - Kevin Bolger, fondista statunitense
- 11 aprile - Jaylen Bond, cestista statunitense
- 11 aprile - Matías Bortolín, cestista argentino
- 11 aprile - Giorgi Chanturia, ex calciatore georgiano
- 11 aprile - Amedeo Della Valle, cestista italiano
- 11 aprile - Trevor Elhi, calciatore estone
- 11 aprile - Cody Kessler, giocatore di football americano statunitense
- 11 aprile - Luis León, calciatore ecuadoriano
- 11 aprile - Milica Milošev, ex cestista montenegrina
- 11 aprile - Jack Nowell, rugbista a 15 britannico
- 11 aprile - Yūji Takahashi, calciatore giapponese
- 11 aprile - Gary Tello, calciatore cileno
- 11 aprile - Alessia Venturini, calciatrice italiana
- 11 aprile - Veronica Zappone, giocatrice di curling italiana
- 11 aprile - Dejan Zarubica, calciatore montenegrino
- 11 aprile - Al'bert Šaripov, calciatore russo
- 12 aprile - Janet Amponsah, velocista ghanese
- 12 aprile - Robin Anderson, tennista statunitense
- 12 aprile - Jordan Archer, calciatore inglese
- 12 aprile - Harrison Ball, ballerino, attore e coreografo statunitense
- 12 aprile - Konstantin Bazeljuk, calciatore russo
- 12 aprile - Nevena Damjanović, calciatrice serba
- 12 aprile - César Fuentes, calciatore cileno
- 12 aprile - Tara Geraghty-Moats, biatleta, ex saltatrice con gli sci e ex combinatista nordica statunitense
- 12 aprile - Dorial Green-Beckham, giocatore di football americano statunitense
- 12 aprile - Tix, cantante e produttore discografico norvegese
- 12 aprile - Carl Nassib, ex giocatore di football americano statunitense
- 12 aprile - Ryan Nugent-Hopkins, hockeista su ghiaccio canadese
- 12 aprile - Lander Olaetxea, calciatore spagnolo
- 12 aprile - Carl Winchester, calciatore nordirlandese
- 12 aprile - Zeng Yingying, danzatrice cinese
- 13 aprile - Altymyrat Annadurdyýew, calciatore turkmeno
- 13 aprile - Trent Brown, giocatore di football americano statunitense
- 13 aprile - Letícia Bufoni, skater brasiliana
- 13 aprile - Giusy Buscemi, attrice e ex modella italiana
- 13 aprile - Nemanja Dangubić, cestista serbo
- 13 aprile - Kevin Dinal, cestista francese
- 13 aprile - Francisco Fydriszewski, calciatore argentino
- 13 aprile - Melvin Gordon, giocatore di football americano statunitense
- 13 aprile - Darrun Hilliard, cestista statunitense
- 13 aprile - DeAndre Houston-Carson, giocatore di football americano statunitense
- 13 aprile - Hannah Marks, attrice, regista e sceneggiatrice statunitense
- 13 aprile - Daan Myngheer, ciclista su strada belga († 2016)
- 13 aprile - Sven Nieuwpoort, ex calciatore olandese
- 13 aprile - Getter, disc jockey, produttore discografico e rapper statunitense
- 13 aprile - Esben Reinholt, cestista danese
- 13 aprile - Jude Winchester, calciatore nordirlandese
- 13 aprile - Tony Wroten, cestista statunitense
- 14 aprile - Vivien Cardone, attrice statunitense
- 14 aprile - Chris Jones, cestista statunitense
- 14 aprile - Kent Jones, rapper statunitense
- 14 aprile - Mads Lauritsen, calciatore danese
- 14 aprile - Graham Phillips, attore statunitense
- 14 aprile - Eduardo Scarpetta, attore italiano
- 14 aprile - Josephine Skriver, supermodella danese
- 14 aprile - Matej Vidović, sciatore alpino croato
- 14 aprile - Mikel Villanueva, calciatore venezuelano
- 14 aprile - Daniel Wallace, ex nuotatore britannico
- 14 aprile - Martín Eduardo Zúñiga, calciatore messicano
- 14 aprile - Jefferson de Jesus Santos, calciatore brasiliano
- 15 aprile - Franco Agamenone, tennista argentino
- 15 aprile - Felipe Anderson, calciatore brasiliano
- 15 aprile - Eric Anderson, cestista statunitense
- 15 aprile - Kōstakīs Artymatas, calciatore cipriota
- 15 aprile - Yunio Barrueta, cestista statunitense
- 15 aprile - Boris Bojanovský, cestista slovacco
- 15 aprile - Andrei Burcă, calciatore rumeno
- 15 aprile - Ludvig Fjällström, sciatore freestyle svedese
- 15 aprile - Aleksej Gerasimov, calciatore russo
- 15 aprile - Madeleine Martin, attrice statunitense
- 15 aprile - Menzi Masuku, calciatore sudafricano
- 15 aprile - Florentin Matei, calciatore rumeno
- 15 aprile - Dorota Medyńska, pallavolista polacca
- 15 aprile - Serhij Mjakuško, calciatore ucraino
- 15 aprile - Carlos Moros Gracia, calciatore spagnolo
- 15 aprile - Shazzon Mumphrey, giocatore di football americano statunitense
- 15 aprile - Dušan Pantelić, calciatore serbo
- 15 aprile - Jérôme Phojo, ex calciatore francese
- 15 aprile - Jan Serfontein, rugbista a 15 sudafricano
- 15 aprile - Tao Jiaying, pattinatrice di short track cinese
- 15 aprile - Jordy Thomassen, calciatore olandese
- 16 aprile - Chance the Rapper, rapper e produttore discografico statunitense
- 16 aprile - Maksim Braun, ex biatleta kazako
- 16 aprile - Tevin Coleman, giocatore di football americano statunitense
- 16 aprile - Jovani Furlan, ballerino brasiliano
- 16 aprile - Hanna Glas, calciatrice svedese
- 16 aprile - Yannick M'Boné, calciatore camerunese
- 16 aprile - Filip Mrzljak, calciatore croato
- 16 aprile - Mirai Nagasu, ex pattinatrice artistica su ghiaccio statunitense
- 16 aprile - Jevhen Smirnov, calciatore ucraino
- 16 aprile - Norio Tsukudani, illustratrice giapponese
- 17 aprile - Jessica Allen, ex ciclista su strada australiana
- 17 aprile - Portia Bing, multiplista e ostacolista neozelandese
- 17 aprile - Maria Bosco, ex pallanuotista italiana
- 17 aprile - Delaney Jane, cantante canadese
- 17 aprile - Patricio Gabarrón, calciatore spagnolo
- 17 aprile - Gabriel Guerra, ex calciatore argentino
- 17 aprile - Mikal Haugen Bjørnstad, giocatore di calcio a 5 e calciatore norvegese
- 17 aprile - Race Imboden, schermidore statunitense
- 17 aprile - Serhij Kuliš, tiratore a segno ucraino
- 17 aprile - Robin Lod, calciatore finlandese
- 17 aprile - Nahuel Losada, calciatore argentino
- 17 aprile - Sindre Skjøstad Lunke, ex ciclista su strada norvegese
- 17 aprile - Mansur, calciatore brasiliano
- 17 aprile - Ali Marpet, ex giocatore di football americano statunitense
- 17 aprile - Adika Peter-McNeilly, cestista canadese
- 17 aprile - Ėl'čin Vаchidov, cosmonauta russo
- 18 aprile - Stefan Baumeister, snowboarder tedesco
- 18 aprile - Nianta Diarra, cestista maliano
- 18 aprile - Eric Hedlin, nuotatore canadese
- 18 aprile - Diego Hidalgo, tennista ecuadoriano
- 18 aprile - Stephen Hurt, cestista statunitense
- 18 aprile - Ingus Jakovičs, cestista lettone
- 18 aprile - Denzel Livingston, cestista statunitense
- 18 aprile - Taylor Pischke, giocatrice di beach volley canadese
- 18 aprile - Ángelo Sagal, calciatore cileno
- 18 aprile - Scott Scrafton, rugbista a 15 neozelandese
- 18 aprile - Mika Zibanejad, hockeista su ghiaccio svedese
- 19 aprile - Calum Birney, calciatore nordirlandese
- 19 aprile - Jack Duncan, calciatore australiano
- 19 aprile - Hólmbert Aron Friðjónsson, calciatore islandese
- 19 aprile - Yonder Godoy, ciclista su strada venezuelano
- 19 aprile - Šaleta Kordić, calciatore montenegrino
- 19 aprile - François Lecat, pallavolista belga
- 19 aprile - Gabrielius Maldūnas, cestista lituano
- 19 aprile - Matteo Manassero, golfista italiano
- 19 aprile - David Mbala, calciatore congolese (Repubblica Democratica del Congo)
- 19 aprile - Hanne Mestdagh, cestista belga
- 19 aprile - Michael Vinícius Silva de Morais, calciatore brasiliano
- 19 aprile - Justin Murray, ex giocatore di football americano statunitense
- 19 aprile - Magomedgaji Nurov, lottatore macedone
- 19 aprile - Camille Radou, nuotatrice francese
- 19 aprile - Lia Wälti, calciatrice svizzera
- 19 aprile - Sebastian de Souza, attore britannico
- 20 aprile - Omar Abada, cestista tunisino
- 20 aprile - Mustafa Amini, calciatore australiano
- 20 aprile - Takuma Arano, calciatore giapponese
- 20 aprile - Petrus Boumal, calciatore camerunese
- 20 aprile - Viktor Bromer, nuotatore danese
- 20 aprile - Keelan Cole, giocatore di football americano statunitense
- 20 aprile - Gustavo Culma, ex calciatore colombiano
- 20 aprile - Artūrs Dārznieks, slittinista lettone
- 20 aprile - Tanja Eisenschmid, hockeista su ghiaccio tedesca
- 20 aprile - Marcos Fernández, calciatore argentino
- 20 aprile - Marvin Fritz, pilota motociclistico tedesco
- 20 aprile - Ben Hutton, hockeista su ghiaccio canadese
- 20 aprile - Filip Ingebrigtsen, mezzofondista norvegese
- 20 aprile - Kim Kuk-hyang, sollevatrice nordcoreana
- 20 aprile - Madison Kingdon, pallavolista statunitense
- 20 aprile - Marc Klok, calciatore olandese
- 20 aprile - Hrvoje Miličević, calciatore bosniaco
- 20 aprile - Davide Mogavero, cantante italiano
- 20 aprile - Diego Nicolaievsky, calciatore argentino
- 20 aprile - Elroy Pappot, ex calciatore olandese
- 20 aprile - Anu Raghavan, ostacolista indiana
- 20 aprile - Said Ahmed Said, calciatore ghanese
- 20 aprile - Lorenzo Vespa, pallanuotista italiano
- 20 aprile - Ryōsuke Yamanaka, calciatore giapponese
- 21 aprile - Marius Bear, cantante svizzero
- 21 aprile - Badr Boulahroud, calciatore marocchino
- 21 aprile - Niko Datković, calciatore croato
- 21 aprile - Francesco De Fabiani, fondista italiano
- 21 aprile - Marko Docić, calciatore serbo
- 21 aprile - Bruno Gaspar, calciatore portoghese
- 21 aprile - Kurtis Guthrie, calciatore inglese
- 21 aprile - Andrés Hernández, calciatore venezuelano
- 21 aprile - Hedaya Malak, taekwondoka egiziana
- 21 aprile - Gastón Olveira, calciatore uruguaiano
- 21 aprile - Mitchell Paulissen, calciatore olandese
- 21 aprile - Eemeli Pirinen, ex sciatore alpino finlandese
- 22 aprile - Arouna Bissene, calciatore camerunese
- 22 aprile - Maxime Bouttier, attore, modello e musicista indonesiano
- 22 aprile - Julian Büscher, ex calciatore tedesco
- 22 aprile - Le'Raven Clark, giocatore di football americano statunitense
- 22 aprile - Filip Helander, calciatore svedese
- 22 aprile - Lucky Jones, cestista statunitense
- 22 aprile - Bess, cantante finlandese
- 22 aprile - Mikkel Mena Qvist, calciatore danese
- 22 aprile - Rosicley Pereira da Silva, calciatore brasiliano
- 22 aprile - João Pedro Pereira dos Santos, calciatore brasiliano
- 22 aprile - Flávio Gualberto, pallavolista brasiliano
- 22 aprile - Marcel Ritzmaier, calciatore austriaco
- 22 aprile - Ryu Hwa-young, rapper e attrice sudcoreana
- 22 aprile - Nekoda Smythe-Davis, judoka britannica
- 22 aprile - Yukiya Sugita, calciatore giapponese
- 22 aprile - Kameron Woods, ex cestista e allenatore di pallacanestro statunitense
- 22 aprile - Kōsuke Ōnose, calciatore giapponese
- 23 aprile - Washington Aguerre, calciatore uruguaiano
- 23 aprile - Ruben Aguilar, calciatore francese
- 23 aprile - Marika Bianchini, pallavolista italiana
- 23 aprile - Ilaria Bombelli, ginnasta italiana
- 23 aprile - Alexy Bosetti, calciatore francese
- 23 aprile - Gino Bosz, calciatore olandese
- 23 aprile - Massimiliano Busellato, calciatore italiano
- 23 aprile - Isaac Carcelén, calciatore spagnolo
- 23 aprile - Jeff Driskel, giocatore di football americano statunitense
- 23 aprile - Šimon Falta, calciatore ceco
- 23 aprile - Gauthier Gallon, calciatore francese
- 23 aprile - Edoardo Giordan, schermidore italiano
- 23 aprile - Ziggy Gordon, calciatore scozzese
- 23 aprile - Yūsuke Gotō, calciatore giapponese
- 23 aprile - Kim Dong-wook, pattinatore di short track sudcoreano
- 23 aprile - Brooke Palsson, attrice canadese
- 23 aprile - Alessia Pezone, nuotatrice artistica italiana
- 23 aprile - Giovanni Severini, cestista italiano
- 23 aprile - Vladimir Silađi, calciatore serbo
- 23 aprile - Michael Sullmann, hockeista su ghiaccio italiano
- 23 aprile - Maksim Šuvalov, hockeista su ghiaccio russo († 2011)
- 23 aprile - Alessandro Tonucci, pilota motociclistico italiano
- 23 aprile - Wang Qiang, fondista cinese
- 24 aprile - Dino Arslanagić, calciatore belga
- 24 aprile - Elise Chabbey, ciclista su strada svizzera
- 24 aprile - Kypros Christoforou, calciatore cipriota
- 24 aprile - Daniel Danklmaier, sciatore alpino austriaco
- 24 aprile - Ben Davies, calciatore gallese
- 24 aprile - Elias Dolah, calciatore thailandese
- 24 aprile - Nathaniel García, calciatore trinidadiano
- 24 aprile - Doneil Henry, ex calciatore canadese
- 24 aprile - Brittany Hrynko, ex cestista statunitense
- 24 aprile - Sarah Knafo, politica francese
- 24 aprile - Alina Komaščuk, schermitrice ucraina
- 24 aprile - Cris Martínez, calciatore paraguaiano
- 24 aprile - Eilish McSorley, calciatrice scozzese
- 24 aprile - Richard Ofori, calciatore ghanese
- 24 aprile - Han-Hendrik Piho, ex combinatista nordico estone
- 24 aprile - Laia Pons, sincronetta spagnola
- 24 aprile - Ashe, cantante statunitense
- 24 aprile - Bogdan Vătăjelu, calciatore rumeno
- 24 aprile - Peu, calciatore brasiliano
- 25 aprile - Martin Boyle, calciatore scozzese
- 25 aprile - Unai Elgezabal, calciatore spagnolo
- 25 aprile - Josh van der Flier, rugbista a 15 irlandese
- 25 aprile - Lyldoll, cantante canadese
- 25 aprile - Aleksandr Ivanov, marciatore russo
- 25 aprile - Dmitrij Jašin, calciatore russo
- 25 aprile - Anthony Lozano, calciatore honduregno
- 25 aprile - Maximiliano Pereira, calciatore uruguaiano († 2020)
- 25 aprile - Raphaël Varane, ex calciatore francese
- 26 aprile - Amir Abedzadeh, calciatore iraniano
- 26 aprile - Mohammed Al-Rawahi, calciatore omanita
- 26 aprile - Yaseen Al-Sheyadi, calciatore omanita
- 26 aprile - Tommaso Allan, rugbista a 15 italiano
- 26 aprile - Filippo Ambrosini, pattinatore artistico su ghiaccio italiano
- 26 aprile - Felipe Avenatti, calciatore uruguaiano
- 26 aprile - Borja Galán, calciatore spagnolo
- 26 aprile - Kristján Emilsson, ex calciatore islandese
- 26 aprile - Jennifer Falk, calciatrice svedese
- 26 aprile - Eric Fitterer, ex pallavolista statunitense
- 26 aprile - Amin Nazari, calciatore svedese
- 26 aprile - Gizem Örge, pallavolista turca
- 26 aprile - Zheani, cantante, modella e attrice australiana
- 26 aprile - Sid-Marlon Theis, cestista tedesco
- 26 aprile - Michele Tricca, velocista italiano
- 26 aprile - Anton Švec, calciatore ucraino
- 27 aprile - Mazin Al-Kasbi, calciatore omanita
- 27 aprile - Luca Borgogno, pallavolista italiano
- 27 aprile - Dezerea Bryant, velocista statunitense
- 27 aprile - Ángelo Campos, calciatore peruviano
- 27 aprile - Carlos Eduardo Bendini Giusti, calciatore brasiliano
- 27 aprile - William Jackson III, giocatore di football americano statunitense
- 27 aprile - Calaum Jahraldo-Martin, ex calciatore inglese
- 27 aprile - Dīmītrīs Kolovos, calciatore greco
- 27 aprile - Li Yajun, sollevatrice cinese
- 27 aprile - Connor McGovern, giocatore di football americano statunitense
- 27 aprile - Nicole Millar, cantautrice canadese
- 27 aprile - Nassim Ouammou, calciatore francese
- 27 aprile - Bağdat Qaýırov, calciatore kazako
- 27 aprile - Grant Sitton, cestista statunitense
- 27 aprile - Ashagre Tesema, mezzofondista e maratoneta etiope
- 27 aprile - Yeo Min-ji, calciatrice sudcoreana
- 28 aprile - Jessica Ashwood, nuotatrice australiana
- 28 aprile - Benjamin Ayesu-Attah, velocista canadese
- 28 aprile - Oscar Barreto, calciatore colombiano
- 28 aprile - Jonathan Caicedo, ciclista su strada ecuadoriano
- 28 aprile - Matt Chapman, giocatore di baseball statunitense
- 28 aprile - Maude Charron, sollevatrice canadese
- 28 aprile - Kaori Iwabuchi, saltatrice con gli sci giapponese
- 28 aprile - Grady Jarrett, giocatore di football americano statunitense
- 28 aprile - Dzenis Kozica, calciatore svedese
- 28 aprile - Luiz Eduardo Felix da Costa, calciatore brasiliano
- 28 aprile - Gonzalo Mastriani, calciatore uruguaiano
- 28 aprile - Jairo Molina, calciatore colombiano
- 28 aprile - Jorge Ortí, ex calciatore spagnolo
- 28 aprile - Nehuén Paz, calciatore argentino
- 28 aprile - Eduardo Pérez, calciatore messicano
- 28 aprile - Abdullah Al-Naqbi, calciatore emiratino
- 28 aprile - Giorgia Russo, sollevatrice italiana
- 28 aprile - Moreno Rutten, calciatore olandese
- 28 aprile - Eva Samková, snowboarder ceca
- 28 aprile - Xandro Schenk, calciatore olandese
- 28 aprile - Riyadh Sharahili, calciatore saudita
- 28 aprile - Mattia Sprocati, ex calciatore italiano
- 28 aprile - Jordy Tutuarima, calciatore olandese
- 29 aprile - Adrian Amos, giocatore di football americano statunitense
- 29 aprile - Maksim Barsov, calciatore russo
- 29 aprile - Siddhant Chaturvedi, attore indiano
- 29 aprile - Mate Delić, allenatore di tennis e ex tennista croato
- 29 aprile - Obi Emegano, cestista nigeriano
- 29 aprile - Giannīs Gianniōtas, calciatore greco
- 29 aprile - David Guthrie, ex giocatore di football americano statunitense
- 29 aprile - Gabri Izquier, calciatore spagnolo
- 29 aprile - Liao Lisheng, calciatore cinese
- 29 aprile - Andrei Marc, calciatore rumeno
- 29 aprile - Nick Martin, ex giocatore di football americano statunitense
- 29 aprile - Stephen Maxwell, cestista statunitense
- 29 aprile - Ashleigh Neville, calciatrice inglese
- 29 aprile - Brice Ntambwe, ex calciatore belga
- 29 aprile - Justin Thomas, golfista statunitense
- 30 aprile - Enes Başar, lottatore turco
- 30 aprile - Dennis Castillo, ex calciatore costaricano
- 30 aprile - Fábio Cecílio, giocatore di calcio a 5 portoghese
- 30 aprile - Dion Dreesens, nuotatore olandese
- 30 aprile - Martin Fuksa, canoista ceco
- 30 aprile - Duane Jones, giocatore di snooker gallese
- 30 aprile - Ryad Kenniche, ex calciatore algerino
- 30 aprile - Betta Lemme, cantautrice canadese
- 30 aprile - Ivan Močinić, ex calciatore croato
- 30 aprile - Anton Nedjalkov, calciatore bulgaro
- 30 aprile - Gustavo Sauer, calciatore brasiliano
- 30 aprile - Igor Sergeyev, calciatore uzbeko
- 30 aprile - Arnór Ingvi Traustason, calciatore e ex giocatore di calcio a 5 islandese
- 30 aprile - Henry Zaga, attore brasiliano
- 30 aprile - Hendrik van Crombrugge, calciatore belga